# California (1927)
California is een Amerikaanse western uit 1927 onder regie van W.S. Van Dyke. Destijds werd de film in Nederland uitgebracht onder de titel Californië.

## Verhaal
In 1846 wordt kapitein Archibald Gillespie tijdens de Mexicaans-Amerikaanse Oorlog naar Zuid-Californië gestuurd om zich aan te sluiten bij brigadegeneraal Stephen W. Kearny. Hij wordt er verliefd op Carlotta del Rey, de dochter van een rijke Mexicaanse landeigenaar. De strijdkrachten bereiken hun bestemming onder aanvoering van de pionier Kit Carson. De bedoeling van hun expeditie is om het gebied in te lijven bij de Verenigde Staten. Na afloop van de oorlog is kapitein Gillespie vrij om te trouwen met Carlotta.

## Rolverdeling
| Acteur            | Personage           |
| ----------------- | ------------------- |
| Tim McCoy         | Archibald Gillespie |
| Dorothy Sebastian | Carlotta del Rey    |
| Marc McDermott    | Drachano            |
| Frank Currier     | Don Carlos del Rey  |
| Fred Warren       | Kit Carson          |
| Lillian Leighton  | Duenna              |
| Edwin Terry       | Stephen W. Kearny   |